# Arctornis dinawa
Arctornis dinawa är en fjärilsart som beskrevs av Bethune-Baker 1904. Arctornis dinawa ingår i släktet Arctornis och familjen tofsspinnare. Inga underarter finns listade i Catalogue of Life.